# Explosão de IA
O boom da IA (também conhecido como primavera da IA) refere-se a um período contínuo de desenvolvimento rápido e sem precedentes no campo da inteligência artificial, com a corrida de IA generativa sendo um componente-chave desse boom, que começou a sério com a fundação da OpenAI em 2016 ou 2017. Os sistemas de IA generativa da OpenAI, como seus vários modelos GPT (a partir de 2018) e DALL-E (2021), desempenharam um papel significativo na condução desse desenvolvimento.
Em 2022, grandes modelos de linguagem foram aprimorados para que pudessem ser usados para aplicativos de chatbot; os modelos de texto para imagem chegaram a um ponto em que eram quase indiscerníveis das imagens feitas pelo homem; e o software de síntese de fala foi capaz de replicar a fala humana com eficiência.
Ao longo do final de 2022 e 2023, dezenas de novos sites e chatbots de IA foram lançados, pois a Big Tech tentou se firmar no mercado e levou a um aumento sem precedentes na onipresença das ferramentas de IA.
A reação pública ao boom da IA tem sido mista, com algumas partes elogiando as novas possibilidades que a IA cria, seu potencial para beneficiar a humanidade e a sofisticação, enquanto outras partes a denunciam por ameaçar a segurança do emprego, por ser "estranho" em suas respostas e por dar respostas falhas com base na programação.